# Campionati oceaniani di badminton 1999
I Campionati oceaniani di badminton 1999 si sono svolti a Brisbane, in Australia, dal 27 al 30 luglio 1999. È stata la 2ª edizione del torneo, organizzato dalla Badminton Oceania.

## Podi
| Evento              | Oro                             | Argento                      | Bronzo                          |
| Singolare maschile  | Rio Suryana                     | Geoffrey Bellingham          | Nick Hall                       |
| Singolare maschile  | Rio Suryana                     | Geoffrey Bellingham          | John Gordon                     |
| Singolare femminile | Rhona Robertson                 | Rayoni Head                  | Lianne Shirley                  |
| Singolare femminile | Rhona Robertson                 | Rayoni Head                  | Rebecca Gordon                  |
| Doppio maschile     | Peter Blackburn / David Bamford | Daniel Shirley / Dean Galt   | Geoffrey Bellingham Chris Blair |
| Doppio maschile     | Peter Blackburn / David Bamford | Daniel Shirley / Dean Galt   | Boyd Cooper Travis Denney       |
| Doppio femminile    | Rhonda Cator / Amanda Hardy     | Li Feng / Tammy Jenkins      | Rayoni Head Kate Wilson-Smith   |
| Doppio femminile    | Rhonda Cator / Amanda Hardy     | Li Feng / Tammy Jenkins      | Nicole Gordon Rhona Robertson   |
| Doppio misto        | Daniel Shirley Tammy Jenkins    | Peter Blackburn Rhonda Cator | Stuart Brehaut Kellie Lucas     |
| Doppio misto        | Daniel Shirley Tammy Jenkins    | Peter Blackburn Rhonda Cator | Glenn Walker Sheree Jefferson   |
| Squadra maschile    | Australia                       | Nuova Zelanda                | Nuova Caledonia                 |

## Medagliere
| Pos.   | Paese         | Oro | Argento | Bronzo | Totale |
| ------ | ------------- | --- | ------- | ------ | ------ |
| 1      | Australia     | 4   | 2       | 3      | 9      |
| 2      | Nuova Zelanda | 2   | 4       | 6      | 12     |
| Totale | Totale        | 6   | 6       | 9      | 21     |